# BMW Z3
BMW Z3 — автомобіль німецького автовиробника BMW.

## Опис

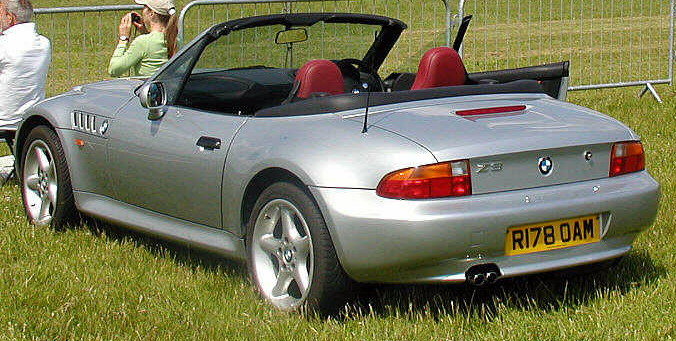
BMW Z3 Roadster (1995–1999)

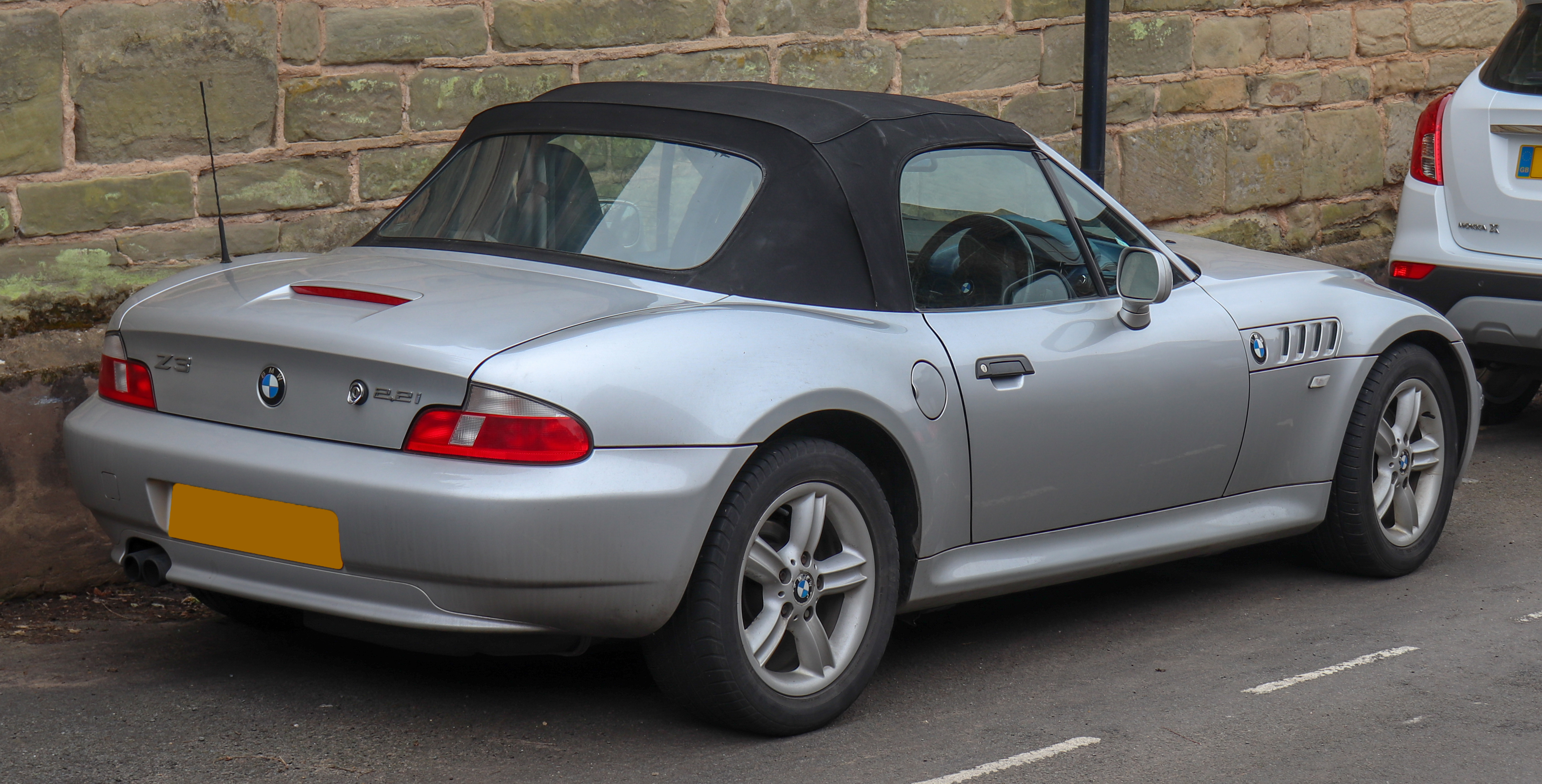
BMW Z3 Roadster (1999–2002)

Двомісний родстер запущений в кінці 1995 року на ринку. Влітку 1998 року серія поповнилася варіантом купе.

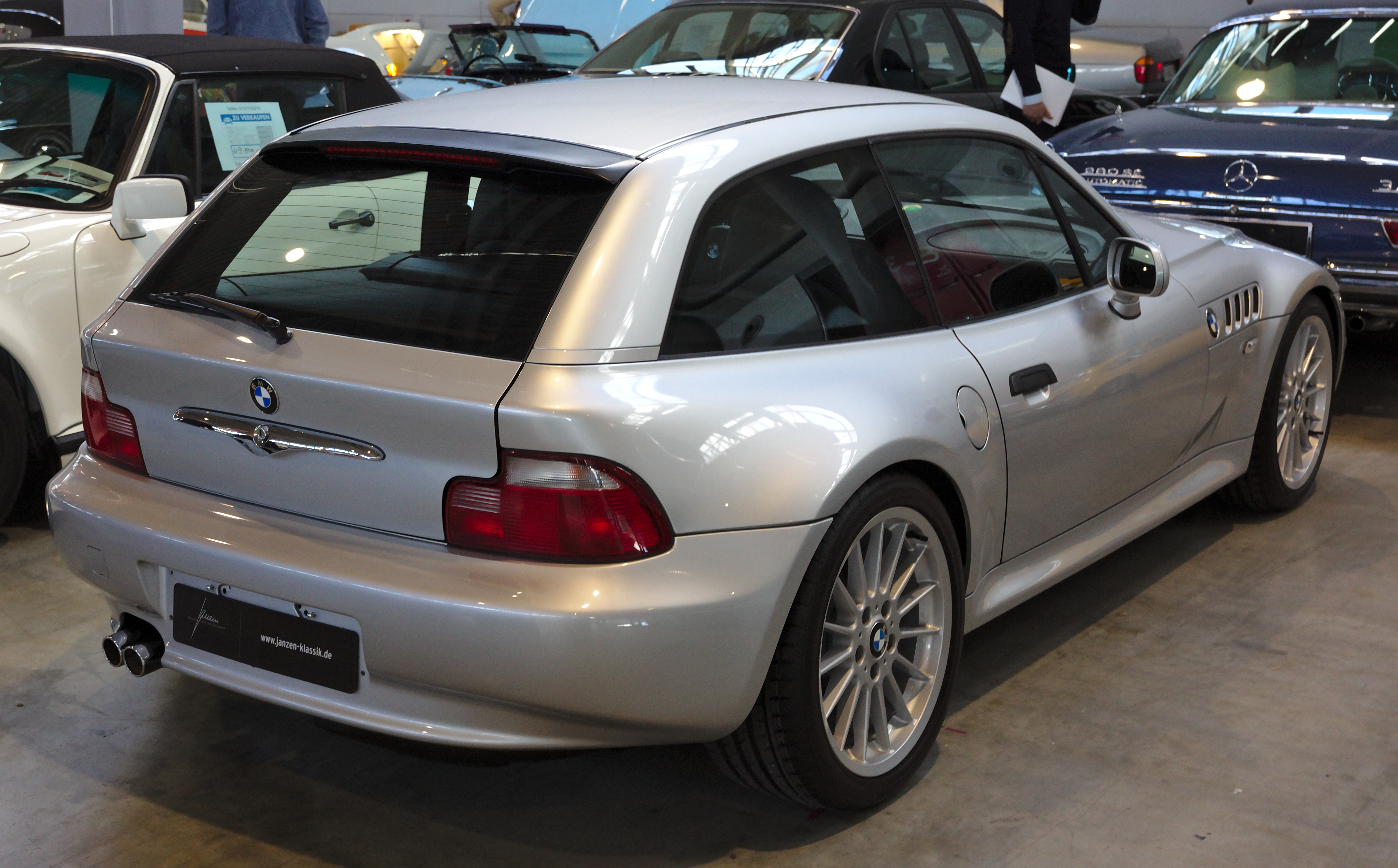
BMW Z3 Coupé

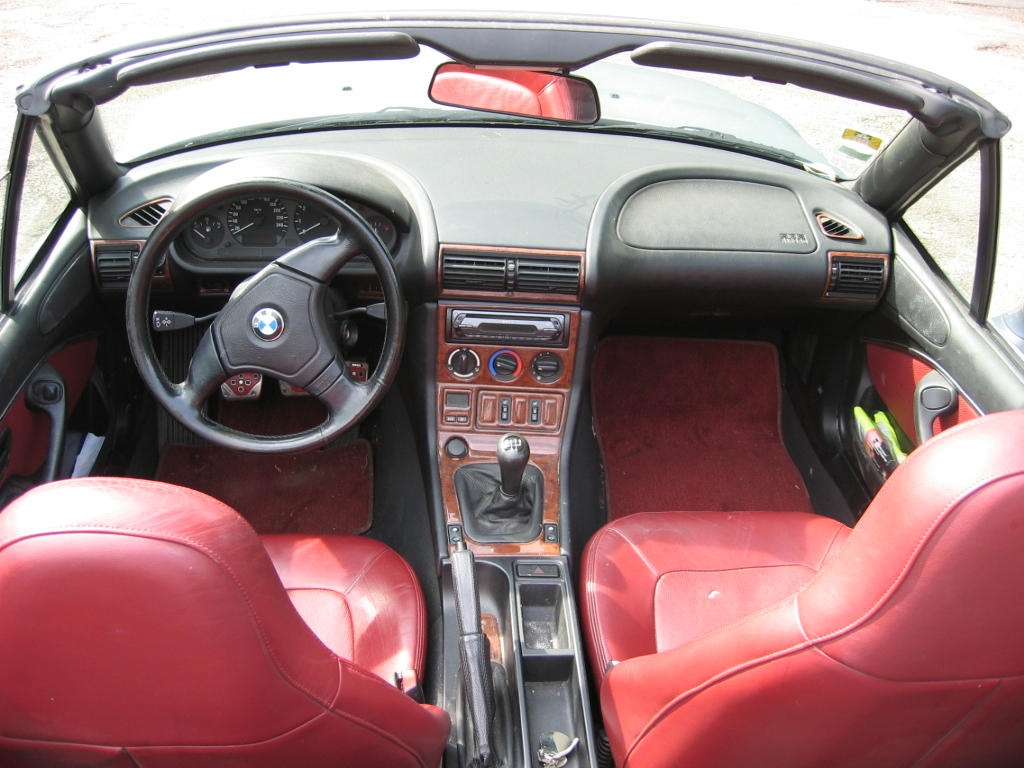
Салон

У квітні 1999 року Roadster і Coupe були модернізовані. Діапазон двигунів варіювалася від 1,8-літрового чотирьох-циліндрового двигуна потужністю 115 к.с. до 3,2-літрового шестициліндрового двигуна потужністю 325 к.с.
До 5 липня 2002 року на BMW US Manufacturing Company, LLC в Грір, Південна Кароліна (США) було виготовлено 279 273 родстерів і 17 815 купе Z3. BMW Z3 має внутрішнє позначення E36/7 для родстера і E36/8 для купе (або E36/7S і E36/8S для моделей автоспорту). Він заснований на платформі E36 Compact.
Багатий екстер'єр автомобіля красиво виглядає як з піднятим, так і з опущеним верхом. BMW Z3 виглядає динамічним, завдяки витягнутому капоту, скульптурним м'язистим крилам і короткій задній частині. Передня частина автомобіля прикрашається класичною решіткою радіатора «ніздрі БМВ». Автомобіль сидить на 17-дюймових литих дисках. Габарити родстера рівні: довжина — 4050 мм, ширина — 1740 мм, висота — 1306 мм, колісна база — 2446 мм. Інтер'єр родстера зроблений під стать екстер'єру — спортивно-гоночний в яскравих тонах. Салон розрахований на дві дорослих людини, сидіння анатомічні, обшиті шкірою і за формою нагадують ковші. Панель приладів і центральна консоль обшиті матеріалом типу кевлара. Центральна консоль рясніє циферблатами, кнопками і важелями управління внутрішніх систем автомобіля. Незважаючи на компактність, кабіна БМВ Зет 3 досить ергономічна.
Починаючи з 2000 року, автомобіль почав оснащуватися 3,0-літровим 6-циліндровим мотором, який агрегатується з 4-ступінчастою автоматичною КП або 5-ступінчастою автоматичною коробкою передач з можливістю перемикання діапазонів вручну.

## Двигуни
- 1.8 л M43 I4 115 к.с.
- 1.9 л M43 I4 118 к.с.
- 1.9 л M44 I4 140 к.с.
- 2.0 л M52 I6 150 к.с.
- 2.2 л M54 I6 170 к.с.
- 2.8 л M52 I6 192/193 к.с.
- 3.0 л M54 I6 231 к.с.
- 3.2 л S50 I6 321 к.с.
- 3.2 л S52 I6 240 к.с. (США)
- 3.2 л S54 I6 325 к.с.

## Виробництво
| модель  | всього  | Roadster | Coupé  |
| ------- | ------- | -------- | ------ |
| Z3 1.8  | 56,091  | 56,091   | -      |
| Z3 1.9i | 77,965  | 77,965   | -      |
| Z3 2.0  | 14,616  | 14,616   | -      |
| Z3 2.2i | 21,052  | 21,052   | -      |
| Z3 2.3  | 22,282  | 22,282   | -      |
| Z3 2.5  | 6,813   | 6,813    | -      |
| Z3 2.8  | 58,278  | 50,607   | 7,671  |
| Z3 3.0i | 18,378  | 14,525   | 3,853  |
| Z3M     | 21,613  | 15,322   | 6,291  |
| всього: | 297,088 | 279,273  | 17,815 |